# Conus parvatus
Conus parvatus е вид охлюв от семейство Conidae. Видът не е застрашен от изчезване.

## Разпространение и местообитание
Разпространен е в Бахрейн, Джибути, Египет, Еритрея, Йемен, Ирак, Иран, Катар, Кения, Кувейт, Мавриций, Мадагаскар, Мозамбик, Обединени арабски емирства, Оман, Пакистан, Реюнион, Саудитска Арабия, Сейшели, Сомалия, Судан, Тайланд, Танзания, Шри Ланка и Южна Африка (Квазулу-Натал).
Обитава крайбрежията и пясъчните и скалисти дъна на морета и рифове.